# Supercopa do Chile de Futebol de 2016
A Supercopa do Chile de 2016, também conhecida como Supercopa Scotiabank do Chile 2016 por conta do patrocínio, foi a 4ª edição desta competição, uma partida anual organizada pela Asociación Nacional de Fútbol Profesional (ANFP) na qual se enfrentaram Universidad Católica o melhor campeão da Primeira Divisão da temporada 2015-2016 e Universidad de Chile campeão da Copa do Chile de 2015. A partida foi realizada em 15 de setembro de 2016. O Universidad Católica venceu a partida por 2–1 e faturou sua primeira taça da competição.

## Participantes
Os times participantes foram Universidad Católica o melhor campeão da Primeira Divisão da temporada 2015-2016 e Universidad de Chile campeão da Copa do Chile de 2015.
| Clube                | Classificação                                             | Participações anteriores |
| -------------------- | --------------------------------------------------------- | ------------------------ |
| Universidad Católica | Melhor campeão da Primeira Divisão da temporada 2015-2016 | 0 (nenhuma)              |
| Universidad de Chile | Campeão da Copa do Chile de 2015                          | 2 (2013, 2015)           |

* Em negrito os anos em que foi campeão.

## Partida
| 15 de setembro de 2016 | Universidad Católica                           | 2 – 1     | Universidad de Chile   | Concepción                                                                                  |  |
| 21:00                  | - Nicolás Castillo 41' - José Fuenzalida 45+1' | Relatório | - 44' Gastón Fernández | Estádio: Estádio Municipal de Concepción Público: 27 000 espectadores Árbitro: Jorge Osorio |  |

| Universidad Catolica | Universidad de Chile |

## Premiação
| Supercopa do Chile de 2016                |
| ----------------------------------------- |
| Universidad Católica Campeão (1.º título) |